# Sinagoga Bevis Marks di Londra

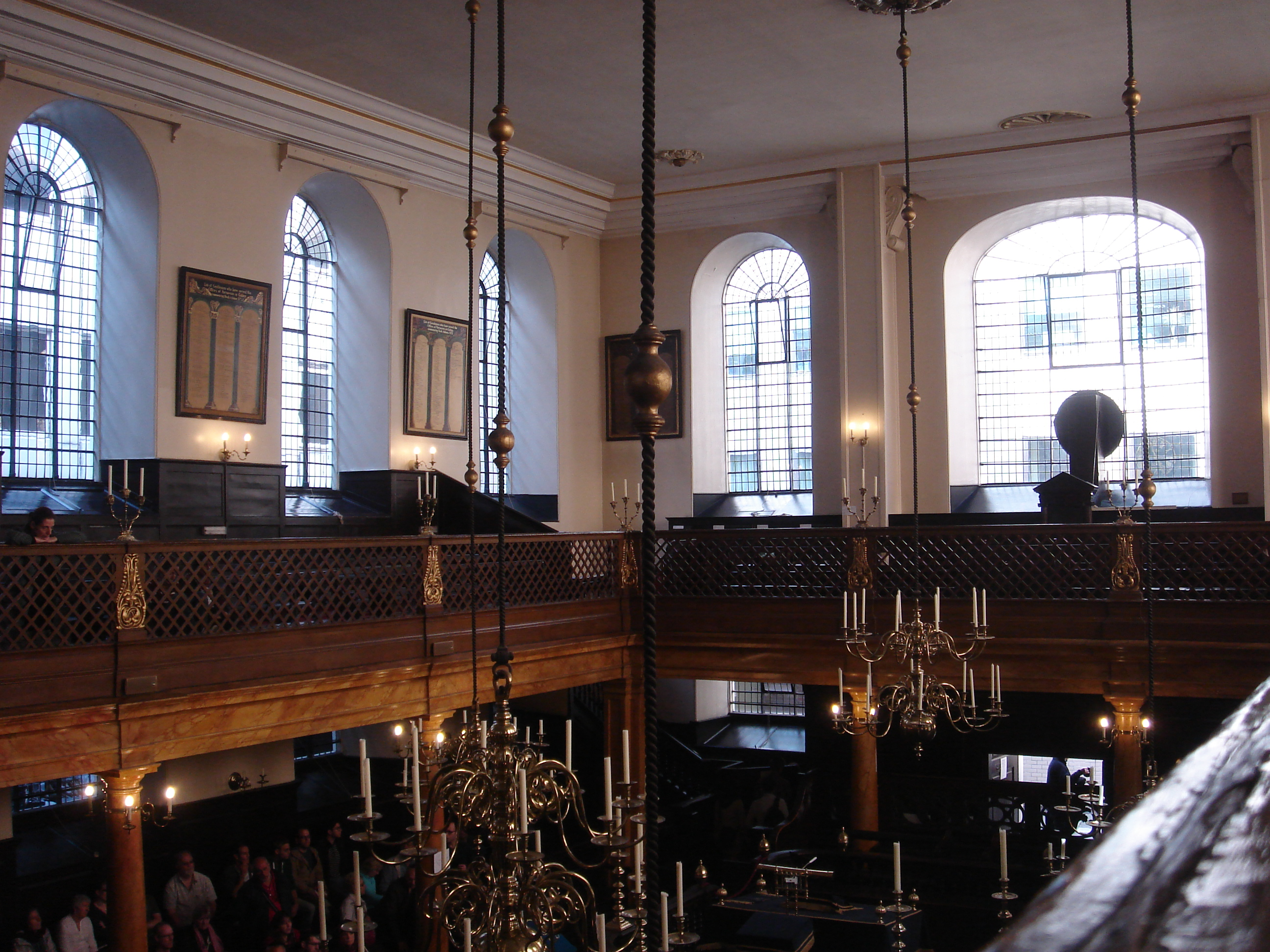
L'interno

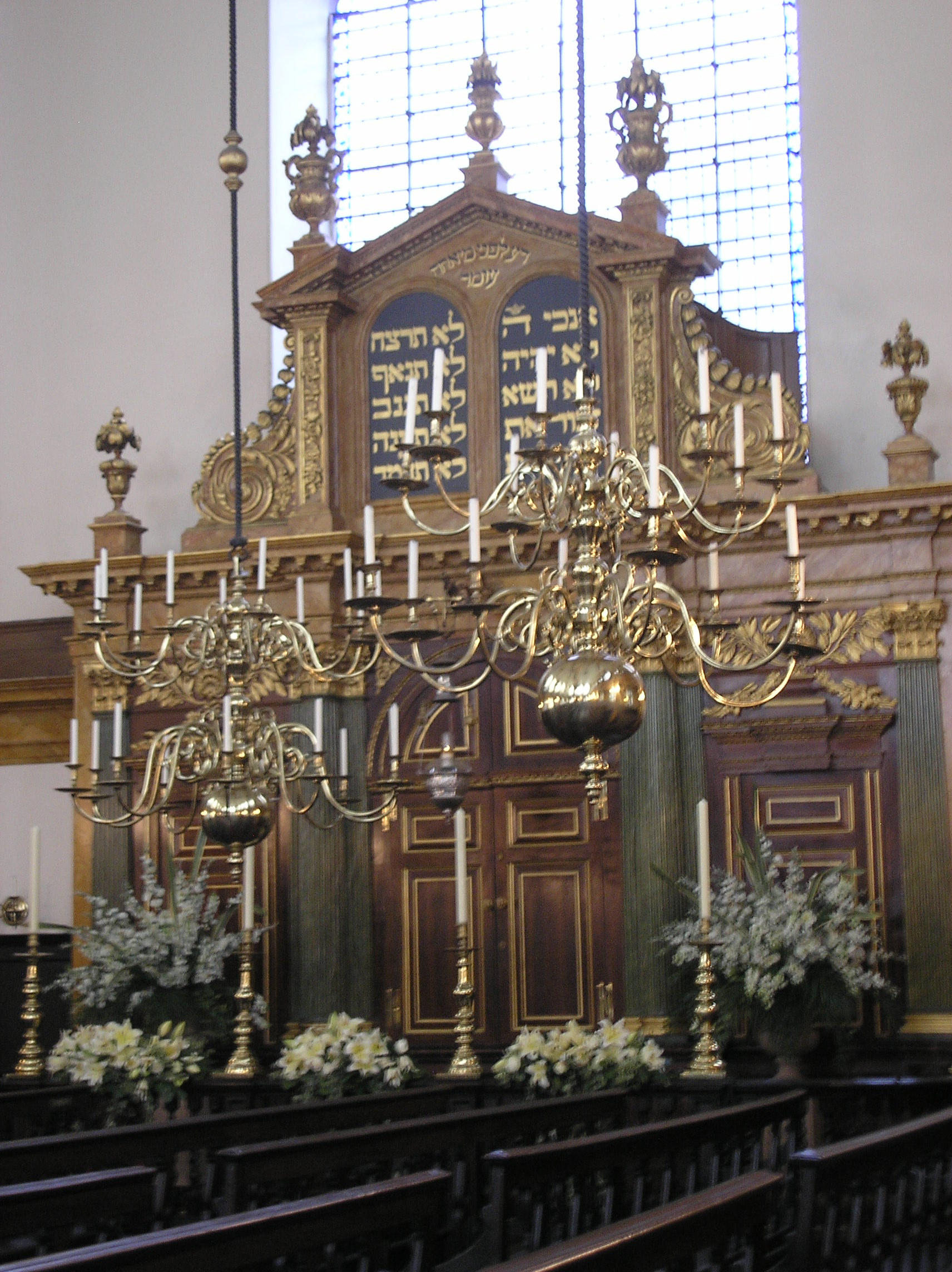
L'arca santa

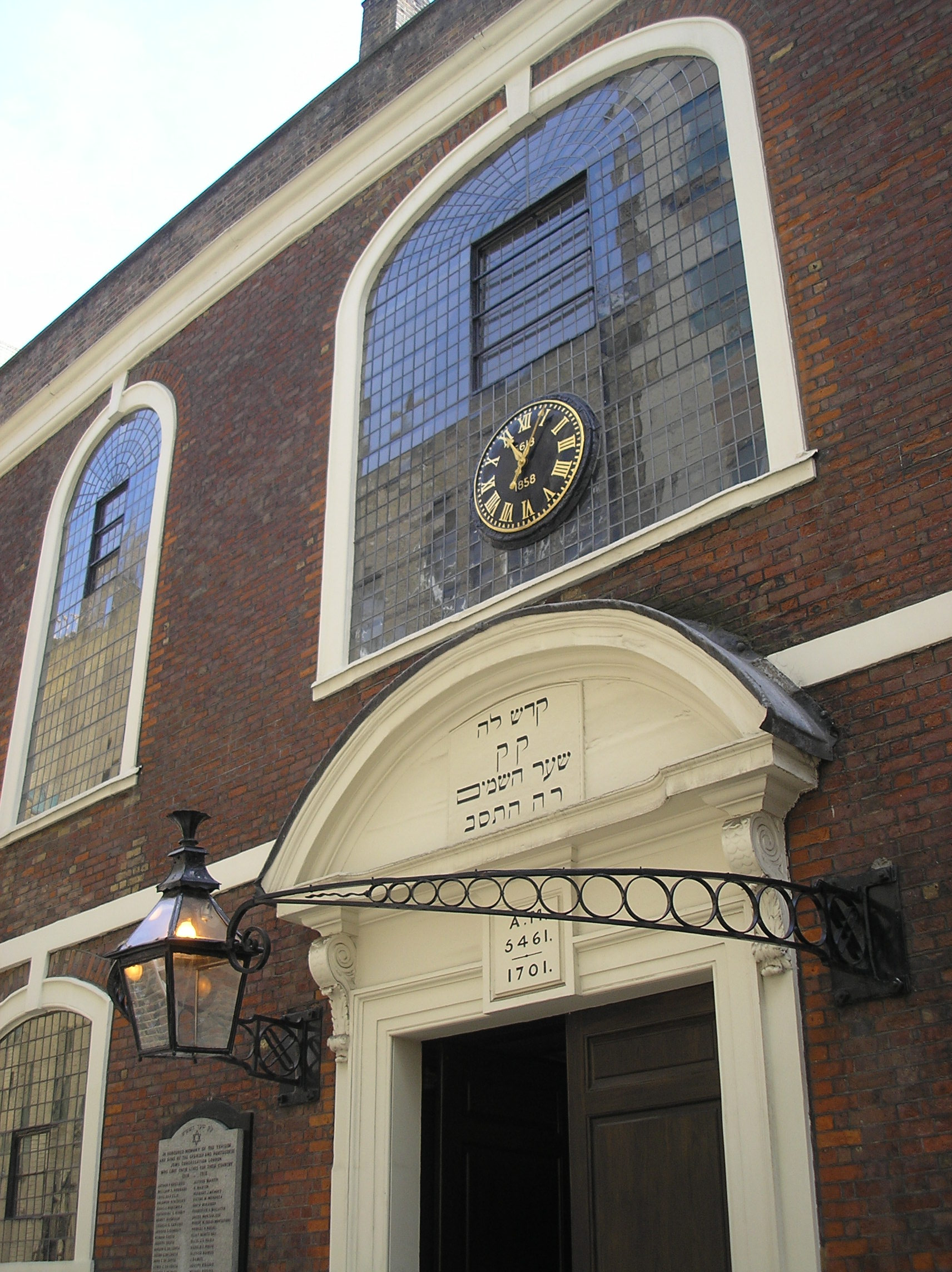
L'ingresso

La sinagoga Bevis Marks di Londra, costruita nel 1701, di rito sefardita, è la più antica sinagoga oggi esistente non solo di Londra, ma dell'intero Regno Unito. È una delle sinagoghe storiche della città, assieme alla Sinagoga grande di Londra (1790, oggi scomparsa), alla sinagoga Sandys Row (1867), e alla sinagoga New West End (1879).

## Storia e descrizione
Nel XVII secolo agli ebrei fu nuovamente concesso il diritto di risiedere a Londra dopo le espulsioni dei secoli precedenti. Dal 1656 la comunità sefardita aveva una propria sinagoga, a Creechurch Lane, che fu ampliata e ristrutturata nel 1674. Ma quando nel 1698 David Nieto divenne rabbino capo della comunità sefardita di Londra, la decisione fu presa di costruire un nuovo, più ampio luogo di culto. Non era solo un problema demografico. Attorno al 1690 si era formata a Londra anche una comunità ashkenazita con la propria sinagoga a Duke's Place (vedi sinagoga grande di Londra). La comunità sefardita aveva un prestigio da difendere. Nel 1699 il terreno venne acquisito; nel settembre 1701 la costruzione era stata completata e la sinagoga poté essere dedicata. L'arredamento e la disposizione degli interni riflettono l'influenza della Sinagoga portoghese di Amsterdam del 1677.
L'esterno è molto semplice, discreto, come del resto in tutte le sinagoghe del periodo, anche se la collocazione in un vicolo interno rese possibile che essa potesse più chiaramente dichiarare la sua presenza e la sua funzione. Il fatto che l'edificio sorgesse pressoché isolato permise l'apertura di ampi finestroni su tutti i lati. Essi danno una grande luminosità alla sala rettangolare, dove il matroneo si allunga a balconata su tre lati sorretto da 12 colonne in marmo a simboleggiare le 12 tribù di Israele. Una semplice griglia in ferro battuto separa il matroneo dal santuario .
Contro la parete orientale è l'arca santa (Aron Kodesh), intagliate a mano in legno di quercia dipinto ad assomigliare marmo colorato. Le sculture a bassorilievo in stile rinascimentale sono dipinte in oro e verde. Due grandi tavole della Legge coronano l'arca con inscritti a caratteri dorati i Dieci Comandamenti in ebraico. La bimah è situata al centro della sala. La piattaforma è circondato da una balaustra in legno tornito con ingressi su entrambi i lati. Sulla parte anteriore sono collocati quattro imponenti candelieri in ottone per illuminare il leggio. Dal soffitto pendono sette lampadari in ottone a simbolo dei sette giorni della settimana; il più grande, dono della Sinagoga portoghese di Amsterdam, è appeso al centro della sala di preghiera. Le candele in esso continuano ancor oggi ad essere accese per matrimoni e feste ebraiche, mentre Il resto dei lampadari sono stati elettrificati nel 1929. Alcune delle panche in legno collocate nella parte posteriore della sala di preghiera, provengono dalla vecchia sinagoga di Creechurch Lane.
La sinagoga è rimasta pressoché intatta nella sua forma originaria. Il tetto fu danneggiato da un incendio nel 1738 ma prontamente riparato nel 1749. Nel 1901 il bicentenario fu celebrato con grande solennità. Durante i bombardamenti della seconda guerra mondiale gli oggetti di valore furono rimossi e custoditi in un luogo sicuro; la sinagoga comunque subì solo danni minori. Più seri furono i danni strutturali subiti in seguito agli attacchi terroristici dell'IRA alla City di Londra nel 1992 e 1993. Anche ad essi comunque si è potuto fare rimedio.
La sinagoga Bevis Marks è la più antica sinagoga sefardita di Londra e la più antica sinagoga ancora in uso di tutto il Regno Unito . Assieme alla sinagoga Sandys Row e alla sinagoga New West End è una delle tre sinagoghe di Londra ad essere stata inserita nella lista dei principali monumenti artistici del Regno Unito. Dopo oltre 300 anni di ininterrotto servizio la sinagoga rimane oggi al centro della vita dell'ebraismo sefardita inglese e un popolare luogo di visita.
Tra i membri della congregazione si ricordano rabbini di rilievo internazionale come il già citato David Nieto (1654-1728) o Moses Gaster (1856-1939), nonché personaggi di rilievo nella cultura e nella politica inglese, a cominciare da Moses Montefiore. Il seggio da lui abitualmente occupato è ancor oggi riservato solo alla presenza di illustri ospiti. Nel 2001 il principe Carlo di Inghilterra ha utilizzato il sedile durante il servizio per il tricentenario della sinagoga, e nel 2006 l'onore è toccato al Primo ministro Tony Blair per il servizio in celebrazione del 350º anniversario del re-insediamento degli ebrei in Gran Bretagna.